# (3995) Sakaino
(3995) Sakaino est un astéroïde de la ceinture principale.

## Description
(3995) Sakaino est un astéroïde de la ceinture principale. Il fut découvert le 5 décembre 1988 à Chiyoda par Takuo Kojima. Il présente une orbite caractérisée par un demi-grand axe de 2,64 UA, une excentricité de 0,09 et une inclinaison de 9,3° par rapport à l'écliptique.

## Compléments